# تشا تشونغ هوا
تشا تشونغ هوا (بالكورية: 차청화)‏ هي ممثلة كورية جنوبية. ولدت يوم 28 أبريل 1980 في سوون في كوريا الجنوبية.

## روابط خارجية
- تشا تشونغ هوا على موقع IMDb (الإنجليزية)
- تشا تشونغ هوا على موقع قاعدة بيانات الفيلم (الإنجليزية)